# 리사 다르
리사 다르(Lisa Darr, 1963년 4월 21일 ~ )는 미국의 배우이다.
시카고에서 태어났다.

## 출연 작품
- 한나 몬타나: 더 무비 (2009년)
- 내셔널 람푼: 베그보이 (2008년)
- 랜드 오브 프리 (1998년)
- 무단 침입 (1997년)
- 프로피트 (1996년)
- 위험한 정부 (1995년)

### 텔레비전
- Life as We Know It (2004-05)
- 위즈 (2007-08)
- 닙턱 (2008-09)
- CSI: 과학수사대 (2009)
- 덱스터 (2009) - 변호사 역